# Deportes Savio
Pour les articles homonymes, voir Savio.
Maillots
Deportes Savio est un club hondurien de football, basé à Santa Rosa de Copán (Copán).
Le club joue dans le championnat du Honduras de football.